# Geolier
Emanuele Palumbo (Nápoles, 23 de março de 2000), conhecido pelo seu nome artístico Geolier, é um rapper italiano.

## Biografia

### Primeiros anos,Emanuele(2018-2019)
Cresceu ouvindo os discos de Co'Sang, Club Dogo, Michael Jackson. Nas e Rocco Hunt, para então se aproximar da música através do Freestyle Rap.
Em 16 de abril de 2018 lançou seu primeiro trabalho P Secondigliano, em colaboração com Nicola Siciliano. Em 2019 assinou contrato com a BFM Music, gravadora independente fundada por Luché, com a qual lançou seu álbum de estreia  Emanuele em outubro do mesmo ano. O álbum recebeu a certificação de disco de platina pela FIMI, com mais de 50 000 unidades vendidas na Itália contando com a articipação de vários artistas italianos, entre eles o próprio Luchè, Emis Killa, Guè Pequeno, Lele Blade e MV Killa. Para promoção lançou dois tranbalhos Como te, Narcos e Yacht.

## Colaborações,Marchio registrato(2020-2022)
2020 foi um ano cheio de colaborações para Geolier. Em janeiro lançou a faixa Fuego, gravado com Neves17 e Lele Bllade, e uma semana depois participou da faixa Vamo pa la banca do produtor Dat Boi Dee. Nos meses seguintes também colaborou, entre outros, com Shablo e Sfera Ebbasta na faixa M'Manc, com Guè Pequeno em Ciborg, com Anna Tatangelo em Guapo, com Shiva e Lazza na cação Friend.
Em 10 de julho de 2020 estreou Emanuele (marchio registrato) uma reedição do álbum Emanuele com 5 faixas inéditas. Em setembro Geolier colaborou em três faixas do álbum Buongiorno de Gigi D'Alessio e na faixa Valentino de Vale Lambo. Posteriormente colaborou com Samurai Jay no seu primeiro disco, com CoCo, com Gemitais, com Peppe Soks e com Mv Killa e Yung Snapp.
Entre 2021 e 2022 Geolier também colaborou com vários artistas, entre eles Mace (Top Boy), Sfera Sbbasta (Tik To RMX), Rocco Hunt (Che me chiamme a fa?), Emis Killa e Jake La Furia (No Cap) e Sick Luke (Creatur).

### Il Coraggio dei bambini(2022-presente)
Em 28 de outubro de 2022 voltou a cena músical com a faixa Chiagne, com a participação de Lazza e da dupla de produtores Takagi & Ketra, e em 18 de novemro lançou Money. Em 6 de dezembro anunciou seu segundo álbum de estúdio Il Coraggio dei bambini que foi lançado em 6 de janeiro de 2023 e incluiu colaborações de artistas como Sfera Ebbasta, Shiva, Michelangelo, Paky, Guè Pequeno e Lele Blade. Em 3 de março lançou a faixa Come Vuoi. No dia 7 de abril estreou uma reedição de Il Coraggio dei bambini, intitulada Ato II com seis faixas bônus, onde foram incluídas as colaborações com Giorgia Todrani e Maracash.
Durante o ano foram lançadas as faixas Me vogl bene de MV Killa e Oro e diamanti (mane e mane 2.0 de Neves17 junto com Enzo Avitabile, ambos caracterizados pela participação de Geolier como artista convidado.
No início de dezembro de 2023 anunciou sua participação a edição do Festival da Música de San Remo 2024 com a canção I p' me, tu p' te. Chegando em segundo lugar graças ao público.

## Discografia

### Álbuns de Estúdio
- 2019: Emanuele
- 2023: Il coraggio dei bambini
- 2024: Dio lo sa

### Faixas

#### Como artista principal
- 2018: P Secondigliano (com Nicola Siciliano)
- 2018: Mercedes
- 2018: Queen
- 2018: Mexico
- 2019: Como te (com Emis Killa)
- 2019: Narcos
- 2019: Yacht (com Luchè)
- 2020: Fuego (com Lele Blade e Neves17)
- 2020: M'Manc (com Sfera Ebbasta e Shablo)
- 2020: Ciborg (com Guè Pequeno)
- 2020: Guapo (com Anna Tatangelo)
- 2020: Friend (com Shiva e Lazza)
- 2022: Chiagne (com Lazza e Takagi & Ketra)
- 2022: Money
- 2023: Come vuoi
- 2024: I p' me, tu p' te

#### Como artista convidado
- 2018: E' guagliun (com Peppe Soks)
- 2018: Sosa (com Lele Blade)
- 2019: Gang (com Samurai Jay)
- 2019: Natale Marziano 2k19 (com Anna Tatangelo, Livio Cori, Roberto Colella, Peppe Soks, Samurai Jay, Francesco Da Vinci, Bles e Soul Food Vocalist)
- 2020: Vamos pa la banca (com Dat Boi Dee, Samurai Jay e Lele Blade)
- 2020: Nena (com Boro Boro)
- 2020: Guapo (com Anna Tatangelo)
- 2020: Buongiorno (com Gigi D'Alessio, Clementino, CoCo, Enzo Dong, Franco Ricciardi, LDA, Lele Blade, MV Killa, Samurai Jay e Vale Lambo)
- 2021: Che me chiamme a fa? (com Rocco Hunt)
- 2021: Fantasmi (com TY1 e Marracash)
- 2021: Ready (com SLF)
- 2023: Me vogl bene (com MV Killa)
- 2023: Oro e diamanti (mane e mane 2.0) (com Neves 17 e Enzo Avitabile)
- 2023: Everyday (com Takagi & Ketra, Shiva, Anna e Geolier)